# آتش‌سوزی اطلس
آتش‌سوزی اطلس یک آتش‌سوزی است که در اکتبر ۲۰۱۷ در شمال شهرستان ناپا و در نزدیکی ناپا سودا اتفاق افتاد. این آتش‌سوزی در یکی از ۱۴ منطقه بزرگ کالیفرنیا و همزمان در هشت بخش شمالی کالیفرنیا اتفاق افتاد؛ و «کالیفرنیای شمالی» به آتش کشیده شد؛ که جری براون فرماندار وقت کالیفرنیا وضعیت اضطراری اعلام کرد.

آتش‌سوزی نپا سوناما اکتبر ۲۰۱۷

آتش‌سوزی که در ۸ اکتبر آغاز شد تا ۱۲ اکتبر ۵۱ هکتار از زمین‌های آن منطقه (۲۰۷ کیلومتر مربع) را سوزاند و ۷۷ درصد آن منطقه را دربر گرفت. در ۱۲ اکتبر، آتش‌سوزی از دریاچه Berryessa جنوبی به Napa رسید، اما جاده آتش را شکست.

## آتش
آتش‌سوزی در حدود ساعت ۱۰ صبح روز ۸ اکتبر ۲۰۱۷ در نزدیکی قله اطلس آغاز شد؛ و از این نقطه به کمک باد و رطوبت ۱۲ درصد توانست زود شعله‌ور شود و به بقیه مناطق برسد.
در روز ۱۲ اکتبر، پیش‌بینی شد که سرعت باد به ۴۰ مایل بر ساعت خواهد رسید. اما سرعت باد از چیزی که پیش‌بینی شده بود پایین‌تر بود؛ و سرعت آتش‌سوزی را کند کرد.

## تخلیه
تخلیه از منطقه silverado resort، بزرگراه vichy و منطقه hagen road شروع شد و سپس به خیابان‌های montecito و mote vista رسید.
پس از اینکه تخلیه شروع شد به سرعت کلیسای کراس واک، یک دانشگاه در نوپا و خیابان کلیسای کاتولیک پر شد.
مراکز دیگری نیز جهت سکونت تأمین شد از قبیل:
- پارک آلان ویت
- دانشگاه Solano Community
- مدرسه دبیرستانfairefield
- کانال‌های زیر زمینی.[۵][۶]